# Petrodromus tetradactylus
Il Petrodromo (Petrodromus tetradactylus, Peters, 1846) è un mammifero della famiglia dei Macroscelididae. È l'unica specie appartenente al genere Petrodromus.

## Descrizione
La lunghezza del corpo, testa inclusa, è tra 16 e 22 cm., quella della coda tra 13 e 18 cm., il peso tra 160 e 280 g. Il colore è tra grigio e sabbia. Le gambe sono sottili e lunghe. le posteriori, più lunghe delle anteriori, a differenza delle altre specie della famiglia, terminano con quattro dita.

## Biologia
La dieta consiste soprattutto in formiche e termiti, ma può includere altri insetti e anche vegetali. L'attività è diurna. Vive in coppie monogame ed è un animale territoriale. L'andatura è normalmente quadrupede, ma quando è spaventato può muoversi più velocemente effettuando lunghi salti con le zampe posteriori.

## Distribuzione e habitat
L'areale è in Africa orientale e comprende la Repubblica Democratica del Congo, il Kenya, lo Zambia, il Mozambico e il Sudafrica settentrionale. Preferisce le foreste, ma si trova anche in zone rocciose.

## Conservazione
La IUCN red list considera questa specie a minimo rischio di estinzione.